# Pandora (chanteuse)
Pour les articles homonymes, voir Pandora.
Anneli Magnusson, née le 20 juin 1970 à Västerås, connue sous le nom de scène Pandora et d'United DJs vs. Pandora, est une artiste suédoise d'eurodance.
Elle est populaire au milieu des années 1990 et 2000 dans les pays nordiques, en Asie et en Australie.Elle connaît un regain de popularité grâce à son titre "Trust me" hymne des fans de volvo.

## Discographie

### Albums
- One of a Kind (1993)
- Tell the World (1995)
- Changes (1996)
- Best of Pandora (1997)
- This Could Be Heaven (1998)
- Hitbox (1998)
- Breathe (1999)
- Pandora Nonstop (1998)
- Blue (1999)
- No Regrets (1999)
- A Little Closer (2000)
- Won't Look Back (2002)
- 9 Lives (2003)
- Greatest Hits and Remixes (2004)
- 9 Lives (2005)
- Celebration (sous le nom d'United DJs vs. Pandora, 2007)
- Head Up High (2011)